# مأموریت قناری
مأموریت قناری وب‌سایتی است که در سال ۲۰۱۴ تأسیس شد که پرونده‌هایی را در مورد فعالان دانشجویی، استادان و سازمان‌ها جمع‌آوری می‌کند. عمده فعالیت این وبسایت بر دانشگاه‌های آمریکای شمالی متمرکز است که آن‌ها را ضد اسرائیل یا یهودی‌ستیز می‌داند این وبسایت اسامی دانشجویان فهرست شده را برای کارفرمایان احتمالی ارسال خواهد کرد. فهرست ماموریت قناری توسط دولت اسرائیل و مقامات امنیتی مرزی برای بازجویی و ممانعت از ورود شهروندان آمریکایی طرفدار تحریم، سلب سرمایه و تحریم (BDS) و توسط کارفرمایان بالقوه استفاده شده‌است.
افرادی که نامشان توسط قناری در فهرست قرار گرفته گفته‌اند که این یک لیست سیاه است که برای ارعاب دانشجویان، اعضای هیئت علمی و فعالان اجتماعی درگیر در کار همبستگی فلسطین طراحی شده‌است. برخی از فعالان طرفدار اسرائیل تاکتیک‌های سایت را بیش از حد تهاجمی می‌دانند، در حالی که برخی دیگر تلاش‌های آن را علیه فعالان حامی فلسطین تحسین می‌کنند.
اپراتورهای وب سایت ناشناس ماندن و محرمانه بودن خود را با این جمله توجیه کردند که «بسیاری از مخالفان ما فقط می‌خواهند بدانند ما کی هستیم تا بتوانند به ما آسیب فیزیکی وارد کنند.»

## فعالیت
طبق وب سایت آنها، ماموریت قناری «افراد و سازمان‌هایی را که نفرت از ایالات متحده، اسرائیل و یهودیان را در دانشگاه‌های آمریکای شمالی ترویج می‌کنند، مستند می‌کند». نمایه‌های موجود در وب‌سایت با استفاده از اطلاعات قابل مشاهده برای عموم که از سایت‌های رسانه‌های اجتماعی استخراج می‌شوند، ساخته می‌شوند. نمایه‌ها اغلب کاملاً دقیق هستند و حاوی اطلاعات شخصی مانند عکس‌های کودک افراد هستند. این وب سایت دارای هزاران پروفایل دانشجویان و استادان است که سردبیران آن معتقدند در فعالیت‌های طرفدار فلسطین یا ضد اسرائیل شرکت داشته‌اند و به عنوان یک لیست سیاه توصیف شده‌است. همچنین شامل تعدادی نمایه برای برتری طلبان نژادی سفیدپوست است. ماموریت قناری میزبان برخی از مقالات عذرخواهی است که توسط افرادی نوشته شده‌است که پروفایل آنها در سایت ذکر شده‌است. در قبال نوشتن ندامت نامه، پروفایل‌های آنها از لیست وب سایت حذف می‌شود.

### جدول زمانی
در دسامبر ۲۰۱۷، ماموریت قناری در مورد توئیت‌های یهودی‌ستیزانه دانشجویان مرتبط با همبستگی برای حقوق بشر فلسطین (SPHR) در دانشگاه مک‌مستر گزارش داد. این توییت‌ها بین سال‌های ۲۰۱۱ تا ۲۰۱۷ نوشته شده‌اند و حاوی حمایت از هیتلر و همچنین درخواست مرگ بر اسرائیل و صهیونیست‌ها بودند. SPHR در پاسخ گفت که «همه اشکال یهودستیزی در سازمان ما را محکوم می‌کند» و اظهارات ارجاع شده «به تمام معنا غیر قابل تحمل است». دانشگاه به‌طور فعال «پست رسانه‌های اجتماعی ناراحت کننده» را بررسی کرد، اما نتایج بررسی خود را منتشر نکرد زیرا «این رویه ما نیست که جزئیات اقدامات انجام شده یا تحریم‌های اعمال شده در مورد دانشجویان را ارائه دهیم».
در آوریل ۲۰۱۸، طی یک کمپین بایکوت، واگذاری و تحریم (BDS) در دانشگاه جورج واشینگتن، آگهی‌هایی با آرم مأموریت قناری در اطراف دانشگاه منتشر شد که در آن رأی‌گیری برنامه‌ریزی شده در سنای دانشجویان را محکوم می‌کرد. در روز رای‌گیری، دو مرد بالغ با لباس قناری در لابی ساختمانی که رای‌گیری در آن برگزار می‌شد به اجرای رقص پرداختند.در سپتامبر ۲۰۱۸، ماموریت قناری گزارشی در مورد این رأی منتشر کرد که در آن تاکتیک‌های یهودی‌ستیزانه و ضد اسرائیلی مورد استفاده برای ترویج رأی‌گیری مورد استفاده قرار گرفت.
در ماه مه ۲۰۱۸، ماموریت قناری گزارشی دربارهٔ پست‌های رسانه‌های اجتماعی اعضای شعبه دانشجویان برای عدالت در فلسطین در دانشگاه ایالتی فلوریدا منتشر کرد و گفت که ۳۶ درصد از پست‌های رسانه‌های اجتماعی توسط اعضای SJP «تأیید یا ترویج ترور و همچنین درخواست برای انتفاضه و خشونت علیه یهودیان». بخش FSU SJP متعاقباً بیانیه ای منتشر کرد و نوشت که آنها «کاملاً اظهارات نژادپرستانه، ضد سیاهپوستان و ضدیهودی برخی از افرادی که دانشجویان قبلی و اعضای فصل SJP ما بودند را محکوم و محکوم می‌کنند.» پست‌های رسانه‌های اجتماعی «انتقادات مشروع از سیاست‌ها و عملکردهای دولت اسرائیل بود، حتی اگر به عنوان یهودستیزانه معرفی شوند». به گفته ماموریت قناری، پاسخ FSU SJP پست‌های رسانه‌های اجتماعی را که «خواهان انتفاضه و خشونت علیه یهودیان بودند» محکوم نکرد.

## استفاده از لیست ماموریت قناری
بر اساس گزارش‌ها، سرویس‌های امنیتی اسرائیل از محتوای ماموریت قناری برای نمایش افراد پروفایل در فرودگاه بن گوریون استفاده کرده‌اند. آنها همچنین از ادعاهای مطرح شده در وب سایت برای توجیه تصمیمات برای اخراج افراد از اسرائیل استفاده کرده‌اند.
نمایه‌هایی که در ماموریت قناری میزبانی می‌شوند ممکن است به فرصت‌های شغلی افراد فهرست‌شده، به‌ویژه دانشجویان و اعضای هیئت‌علمی که هنوز رسمی نشده‌اند، با در دسترس قرار دادن اظهارات خود برای کارفرمایان بالقوه در یک نمایه آنلاین آسان، آسیب برساند. به گفته WJT Mitchell که دارای نمایه ماموریت قناری است، کارفرمایان بالقوه مشاهده می‌کنند که نمایه‌های ماموریت قناری در بالای نتایج جستجوی Google برای دانش‌آموزان و فارغ‌التحصیلان اخیری که «مجموعه دستاوردهای خیلی عمیق» ندارند، ظاهر می‌شود.

## ساختار
ماموریت قناری هیچ اطلاعاتی در مورد اینکه چه کسی وب سایت را اداره می‌کند یا سرمایه‌گذاری می‌کند منتشر نمی‌کند. اگرچه وب سایت ماموریت قناری ادعا می‌کند که این یک سازمان غیرانتفاعی است، اما هیچ سازمانی با نام ماموریت قناری در سازمان امور مالیاتی ثبت نشده‌است. اگرچه وب‌سایت Canary Mission راهی برای کمک مالی به سازمان از طریق کارت اعتباری یا نقدی ارائه می‌کند، هیچ سابقه عمومی از حامیان و/یا اهداکنندگان مأموریت قناری وجود ندارد. چندین سازمان طرفدار اسرائیل هرگونه وابستگی به ماموریت قناری را رد کرده‌اند.
به گفته ادوین بلک، اظهارات افراطی یهودستیزانه و همچنین تهدیدهای آشکار به خشونت علیه ماموریت قناری انجام شده‌است. به دنبال این تهدیدها، ماموریت قناری حتی محتاط تر شد و از افشای موقعیت فیزیکی یا هویت خود اجتناب کرد. طبق وبلاگ ماموریت قناری، «بسیاری از بدخواهان ما فقط می‌خواهند بدانند ما چه کسی هستیم تا بتوانند به ما آسیب فیزیکی وارد کنند»، که به گفته بلک، باعث شده‌است که ماموریت قناری ارتباطات خود را با خبرنگاران محدود کند. بلک، که می‌گوید توانست موقعیت و عملیات ماموریت قناری را تأیید کند، می‌گوید که آنها گروهی از دانشجویان و دانش‌آموزان سابق هستند که در یک دفتر متوسط در یکی از شهرهای آمریکا کار می‌کنند.